# Chanchamayo (tỉnh)
Tỉnh Chanchamayo (tiếng Tây Ban Nha: Provincia de Chanchamayo) là một tỉnh thuộc vùng Junín của Peru. Tỉnh Chanchamayo có diện tích 4723 kilômét vuông, dân số thời điểm theo điều tra dân số ngày 11 tháng 7 năm 1993 là 114045 người. Tỉnh lỵ đóng ở La Merced.